# Atletica leggera ai Giochi della XX Olimpiade - 100 metri piani maschili

Video della Finale

I 100 metri piani hanno fatto parte del programma maschile di atletica leggera ai Giochi della XX Olimpiade. La competizione si è svolta nei giorni 31 agosto-1º settembre 1972 allo Stadio olimpico di Monaco.

## Presenze ed assenze dei campioni in carica
| Competizione      | Atleta         | Prestazione | Monaco 1972 |
| ----------------- | -------------- | ----------- | ----------- |
| Olimpiadi 1968    | Jim Hines      | 9”95        | Ritir. 1968 |
| Commonwealth 1970 | Donald Quarrie | 10”24 v     | Solo 200 m  |
| Asiatici 1970     | Masahide Jinno | 10”5        | Non qual.   |
| Panamericani 1971 | Donald Quarrie | 10”29       | Solo 200 m  |
| Europei 1971      | Valerij Borzov | 10”3        | Presente    |

## La gara
Il giorno dei Quarti è un giovedì, la gara è in programma alle 16:15. I membri dello staff della nazionale statunitense dispongono di un orario vecchio, che segna le 18:15. In maniera casuale, i tre atleti USA apprendono del vero orario della gara e si precipitano allo stadio. Hart e Robinson sono iscritti nelle prime batterie, che si sono già disputate: vengono perciò eliminati. Robert Taylor, iscritto alla terza serie, fa appena in tempo a prendere posto ai blocchi, senza riscaldarsi. Si qualifica giungendo secondo dietro il sovietico Borzov, autore di un eccellente 10"07.
In semifinale tutti i favoriti passano il turno.
Si allineano ai blocchi di partenza della finale quattro atleti europei - due sovietici (per la prima volta), un tedesco e un polacco - e quattro neri americani (tre caraibici e uno statunitense). Allo sparo esce subito di scena Hasely Crawford, di Trinidad, per i postumi di uno stiramento del giorno prima. Ai 30 metri c'è già Borzov al comando, con Taylor che cerca di tenere il suo ritmo. Le posizioni rimangono le stesse fino alla linea d'arrivo e Borzov vince con le braccia alzate ed un metro di vantaggio su Taylor. Distanziati di due metri il giamaicano Miller ed il sovietico Korneliuk, con Miller che prevale grazie allo spunto finale.

## Risultati

### Turni eliminatori
| 12 Batterie        | 31 agosto    | 90 partenti       | Si qualificano i primi 3 + i 4 migliori tempi. |
| 5 Quarti di finale | 31 agosto    | 8 + 8 + 8 + 8 + 8 | Si qualificano i primi 3 + il miglior tempo.   |
| 2 Semifinali       | 1º settembre | 8 + 8             | Si qualificano i primi 4.                      |
| Finale             | 1º settembre | 8 concorrenti     |                                                |

### Primo turno
| Pos. | Atleta                 | Nazione           | Tempo | Nota |
| ---- | ---------------------- | ----------------- | ----- | ---- |
| 1    | Lennox Miller          | Giamaica          | 10"45 | Q    |
| 2    | Amadou Méité           | Costa d'Avorio    | 10"51 | Q    |
| 3    | Hans-Jürgen Bombach    | Germania Est      | 10"66 | Q    |
| 4    | Rudy Reid              | Trinidad e Tobago | 10"74 |      |
| 5    | Dan Amuke              | Kenya             | 10"76 |      |
| 6    | Byambajavyn Enkhbaatar | Mongolia          | 10"93 |      |
| 7    | Samphon Mao            | Cambogia          | 10"95 |      |
| 8    | Luis Alers             | Porto Rico        | 11"09 |      |

| Pos. | Atleta           | Nazione          | Tempo | Nota |
| ---- | ---------------- | ---------------- | ----- | ---- |
| 1    | Valerij Borzov   | Unione Sovietica | 10"47 | Q    |
| 2    | Mike Sands       | Bahamas          | 10"67 | Q    |
| 3    | Luděk Bohman     | Cecoslovacchia   | 10"72 | Q    |
| 4    | Gerhard Wucherer | Germania Ovest   | 10"82 |      |
| 5    | Tadeusz Cuch     | Polonia          | 10"89 |      |
| 6    | Yeo Kian Chye    | Singapore        | 10"92 |      |
| 7    | Alphonse Yanghat | Rep. del Congo   | 10"95 |      |
| 8    | Andrew Sartee    | Liberia          | 11"09 |      |

| Pos. | Atleta              | Nazione        | Tempo | Nota |
| ---- | ------------------- | -------------- | ----- | ---- |
| 1    | Manfred Kokot       | Germania Est   | 10"49 | Q    |
| 2    | Sandy Osei-Agyemang | Ghana          | 10"52 | Q    |
| 3    | Les Piggot          | Gran Bretagna  | 10"54 | Q    |
| 4    | John Mwebi          | Kenya          | 10"60 |      |
| 5    | Luiz da Silva       | Brasile        | 10"63 |      |
| 6    | Kevin Johnson       | Bahamas        | 10"91 |      |
| 7    | Mansour Al-Juaid    | Arabia Saudita | 11"23 |      |

| Pos. | Atleta            | Nazione                 | Tempo | Nota |
| ---- | ----------------- | ----------------------- | ----- | ---- |
| 1    | Jaroslav Matoušek | Cecoslovacchia          | 10"37 | Q    |
| 2    | Brian Green       | Gran Bretagna           | 10"41 | Q    |
| 3    | Kouakou Komenan   | Costa d'Avorio          | 10"50 | Q    |
| 4    | Walter Callander  | Bahamas                 | 10"78 |      |
| 5    | George Calhern    | Isole Vergini Americane | 10"90 |      |
| 6    | Farhan Navab      | Iran                    | 11"02 |      |
| 7    | Angel Guerreros   | Paraguay                | 11"12 |      |

| Pos. | Atleta              | Nazione          | Tempo | Nota |
| ---- | ------------------- | ---------------- | ----- | ---- |
| 1    | Aleksandr Korneljuk | Unione Sovietica | 10"38 | Q    |
| 2    | Kola Abdulai        | Nigeria          | 10"57 | Q    |
| 3    | Stanisław Wagner    | Polonia          | 10"62 | Q    |
| 4    | Juraj Demeč         | Cecoslovacchia   | 10"66 |      |
| 5    | Félix Mata          | Venezuela        | 10"73 |      |
| 6    | Bjarni Stefánsson   | Islanda          | 10"99 |      |
| 7    | Younis Abdallah     | Kuwait           | 11"20 |      |

| Pos. | Atleta           | Nazione      | Tempo | Nota |
| ---- | ---------------- | ------------ | ----- | ---- |
| 1    | Reynaud Robinson | Stati Uniti  | 10"56 | Q    |
| 2    | Philippe Clerc   | Svizzera     | 10"58 | Q    |
| 3    | Sammy Monsels    | Suriname     | 10"61 | Q    |
| 4    | George Daniels   | Ghana        | 10"65 |      |
| 5    | André Bicaba     | Burkina Faso | 10"71 |      |
| 6    | Motsapi Moorosi  | Lesotho      | 10"74 |      |
| 7    | William Dralu    | Uganda       | 10"92 |      |

| Pos. | Atleta                  | Nazione           | Tempo | Nota |
| ---- | ----------------------- | ----------------- | ----- | ---- |
| 1    | Hasely Crawford         | Trinidad e Tobago | 10"50 | Q    |
| 2    | Don Halliday            | Gran Bretagna     | 10"58 | Q    |
| 3    | Erik Gustafsson         | Finlandia         | 10"68 | Q    |
| 4    | Guillermo González      | Porto Rico        | 10"73 |      |
| 5    | Norman Chihota          | Tanzania          | 10"79 |      |
| 6    | Egzi Gebre-Gebre        | Etiopia           | 10"89 |      |
| 7    | Pierre-Richard Gaetjens | Haiti             | 11"50 |      |

| Pos. | Atleta          | Nazione      | Tempo | Nota |
| ---- | --------------- | ------------ | ----- | ---- |
| 1    | Barka Sy        | Senegal      | 10"30 | Q    |
| 2    | Bernd Borth     | Germania Est | 10"48 | Q    |
| 3    | Audun Garshol   | Norvegia     | 10"49 | Q    |
| 4    | Su Wen-Ho       | Taiwan       | 10"59 | q    |
| 5    | Gana Abba Kimet | Ciad         | 10"89 |      |
| 6    | Raimo Vilén     | Finlandia    | 11"00 |      |
| 7    | Lionel Caero    | Bolivia      | 11"19 |      |

| Pos. | Atleta           | Nazione       | Tempo | Nota |
| ---- | ---------------- | ------------- | ----- | ---- |
| 1    | Alain Sarteur    | Francia       | 10"42 | Q    |
| 2    | Saleh Alah-Djaba | Ciad          | 10"65 | Q    |
| 3    | Charlie Francis  | Canada        | 10"68 | Q    |
| 4    | Andrés Calonge   | Argentina     | 10"73 |      |
| 5    | Laurie D'Arcy    | Nuova Zelanda | 10"77 |      |
| 6    | Larmeck Mukonde  | Zambia        | 11"16 |      |

| Pos. | Atleta                      | Nazione           | Tempo | Nota |
| ---- | --------------------------- | ----------------- | ----- | ---- |
| 1    | Vasilios Papageorgopoulos   | Grecia            | 10"24 | Q    |
| 2    | Jean-Louis Ravelomanantsoa  | Madagascar        | 10"29 | Q    |
| 3    | Mike Fray                   | Giamaica          | 10"47 | Q    |
| 4    | Antti Rajamäki              | Finlandia         | 10"52 | q    |
| 5    | Ainsley Armstrong           | Trinidad e Tobago | 10"56 | q    |
| 6    | Jorge Vizcarrondo           | Porto Rico        | 10"79 |      |
| 7    | Zain-ud-Din bin Abdul Wahab | Malaysia          | 10"80 |      |

| Pos. | Atleta               | Nazione        | Tempo | Nota |
| ---- | -------------------- | -------------- | ----- | ---- |
| 1    | Eddie Hart           | Stati Uniti    | 10"47 | Q    |
| 2    | Dominique Chauvelot  | Francia        | 10"66 | Q    |
| 3    | Klaus Ehl            | Germania Ovest | 10"67 | Q    |
| 4    | Benedict Majekodunmi | Nigeria        | 10"70 |      |
| 5    | Gaston Malam         | Camerun        | 10"88 |      |
| 6    | Sunil Gunawardene    | Ceylon         | 11"00 |      |
| 7    | Tukal Mokalam        | Filippine      | 11"02 |      |

| Pos. | Atleta           | Nazione          | Tempo | Nota |
| ---- | ---------------- | ---------------- | ----- | ---- |
| 1    | Robert Taylor    | Stati Uniti      | 10"32 | Q    |
| 2    | Jobst Hirscht    | Germania Ovest   | 10"36 | Q    |
| 3    | Zenon Nowosz     | Polonia          | 10"36 | Q    |
| 4    | Volodymyr Atamas | Unione Sovietica | 10"51 | q    |
| 5    | Axel Nepraunik   | Austria          | 10"61 |      |
| 6    | André Byrame     | Francia          | 10"64 |      |
| 7    | Moustafa Matola  | Malawi           | 11"31 |      |

### Quarti di finale
| Pos. | Atleta            | Nazione           | Tempo | Nota |
| ---- | ----------------- | ----------------- | ----- | ---- |
| 1    | Jobst Hirscht     | Germania Ovest    | 10"25 | Q    |
| 2    | Jaroslav Matoušek | Cecoslovacchia    | 10"35 | Q    |
| 3    | Bernd Borth       | Germania Est      | 10"44 | Q    |
| 4    | Philippe Clerc    | Svizzera          | 10"45 |      |
| 5    | Ainsley Armstrong | Trinidad e Tobago | 10"47 |      |
| 6    | Mike Sands        | Bahamas           | 10"50 |      |
| 7    | Audun Garshol     | Norvegia          | 10"55 |      |
| -    | Reynaud Robinson  | Stati Uniti       |       | NP   |

| Pos. | Atleta                     | Nazione        | Tempo | Nota |
| ---- | -------------------------- | -------------- | ----- | ---- |
| 1    | Jean-Louis Ravelomanantsoa | Madagascar     | 10"47 | Q    |
| 2    | Brian Green                | Gran Bretagna  | 10"58 | Q    |
| 3    | Kouakou Komenan            | Costa d'Avorio | 10"60 | Q    |
| 4    | Stanisław Wagner           | Polonia        | 10"61 |      |
| 5    | Sandy Osei-Agyemang        | Ghana          | 10"66 |      |
| 6    | Erik Gustafsson            | Finlandia      | 10"78 |      |
| 7    | Su Wen-Ho                  | Taiwan         | 10"82 |      |
| -    | Eddie Hart                 | Stati Uniti    |       | NP   |

| Pos. | Atleta              | Nazione           | Tempo | Nota |
| ---- | ------------------- | ----------------- | ----- | ---- |
| 1    | Valerij Borzov      | Unione Sovietica  | 10"07 | Q    |
| 2    | Robert Taylor       | Stati Uniti       | 10"16 | Q    |
| 3    | Hasely Crawford     | Trinidad e Tobago | 10"18 | Q    |
| 4    | Zenon Nowosz        | Polonia           | 10"40 | q    |
| 5    | Klaus Ehl           | Germania Ovest    | 10"44 |      |
| 6    | Les Piggot          | Gran Bretagna     | 10"53 |      |
| 7    | Dominique Chauvelot | Francia           | 10"54 |      |
| 8    | Hans-Jürgen Bombach | Germania Est      | 10"64 |      |

| Pos. | Atleta              | Nazione          | Tempo | Nota |
| ---- | ------------------- | ---------------- | ----- | ---- |
| 1    | Aleksandr Korneljuk | Unione Sovietica | 10"23 | Q    |
| 2    | Barka Sy            | Senegal          | 10"27 | Q    |
| 3    | Mike Fray           | Giamaica         | 10"28 | Q    |
| 4    | Kola Abdulai        | Nigeria          | 10"41 |      |
| 5    | Antti Rajamäki      | Finlandia        | 10"43 |      |
| 6    | Manfred Kokot       | Germania Est     | 10"44 |      |
| 7    | Saleh Alah-Djaba    | Ciad             | 10"51 |      |
| 8    | Charlie Francis     | Canada           | 10"51 |      |

| Pos. | Atleta                    | Nazione          | Tempo | Nota |
| ---- | ------------------------- | ---------------- | ----- | ---- |
| 1    | Lennox Miller             | Giamaica         | 10"33 | Q    |
| 2    | Alain Sarteur             | Francia          | 10"40 | Q    |
| 3    | Vasilios Papageorgopoulos | Grecia           | 10"45 | Q    |
| 4    | Amadou Méité              | Costa d'Avorio   | 10"52 |      |
| 5    | Luděk Bohman              | Cecoslovacchia   | 10"52 |      |
| 6    | Don Halliday              | Gran Bretagna    | 10"60 |      |
| 7    | Sammy Monsels             | Suriname         | 10"64 |      |
| 8    | Volodymyr Atamas          | Unione Sovietica | 10"83 |      |

### Semifinali
| Pos. | Atleta                    | Nazione           | Tempo | Nota |
| ---- | ------------------------- | ----------------- | ----- | ---- |
| 1    | Valerij Borzov            | Unione Sovietica  | 10"21 | Q    |
| 2    | Hasely Crawford           | Trinidad e Tobago | 10"36 | Q    |
| 3    | Jobst Hirscht             | Germania Ovest    | 10"36 | Q    |
| 4    | Mike Fray                 | Giamaica          | 10"48 | Q    |
| 5    | Alain Sarteur             | Francia           | 10"51 |      |
| 6    | Kouakou Komenan           | Costa d'Avorio    | 10"57 |      |
| 7    | Bernd Borth               | Germania Est      | 10"60 |      |
|      | Vasilios Papageorgopoulos | Grecia            |       | NP   |

| Pos. | Atleta                     | Nazione          | Tempo | Nota |
| ---- | -------------------------- | ---------------- | ----- | ---- |
| 1    | Robert Taylor              | Stati Uniti      | 10"30 | Q    |
| 2    | Lennox Miller              | Giamaica         | 10"31 | Q    |
| 3    | Aleksandr Korneljuk        | Unione Sovietica | 10"35 | Q    |
| 4    | Zenon Nowosz               | Polonia          | 10"42 | Q    |
| 5    | Barka Sy                   | Senegal          | 10"42 |      |
| 6    | Jean-Louis Ravelomanantsoa | Madagascar       | 10"46 |      |
| 7    | Jaroslav Matoušek          | Cecoslovacchia   | 10"51 |      |
| 8    | Brian Green                | Gran Bretagna    | 10"52 |      |

### Finale
Dal 1972 al 1976 furono in vigore, per le corse veloci, due distinte liste dei record mondiali: una per i tempi rilevati con cronometraggio elettronico (al centesimo di secondo) e una per i tempi rilevati con cronometraggio manuale (al decimo).
| Record mondiale       | 9"95  | Jim Hines        | Città del Messico | 1968 |
| Vincitore Trials USA  | 9"9 = | Eddie Hart       | Eugene (USA)      | 1972 |
| Co-primat. stagionale | 9"9 = | Reynaud Robinson | Eugene (USA)      | 1972 |

| Pos.    | Corsia | Atleta              | Età | Nazione           | Tempo | Nota |
| ------- | ------ | ------------------- | --- | ----------------- | ----- | ---- |
| Oro     | 2      | Valerij Borzov      | 22  | Unione Sovietica  | 10"14 |      |
| Argento | 4      | Robert Taylor       | 23  | Stati Uniti       | 10"24 |      |
| Bronzo  | 5      | Lennox Miller       | 25  | Giamaica          | 10"33 |      |
| 4       | 6      | Aleksandr Korneljuk | 22  | Unione Sovietica  | 10"36 |      |
| 5       | 8      | Mike Fray           | 24  | Giamaica          | 10"40 |      |
| 6       | 7      | Jobst Hirscht       | 24  | Germania Ovest    | 10"40 |      |
| 7       | 1      | Zenon Nowosz        | 28  | Polonia           | 10"46 |      |
| -       | 3      | Hasely Crawford     | 22  | Trinidad e Tobago |       | Rit. |